# Tom Cordes

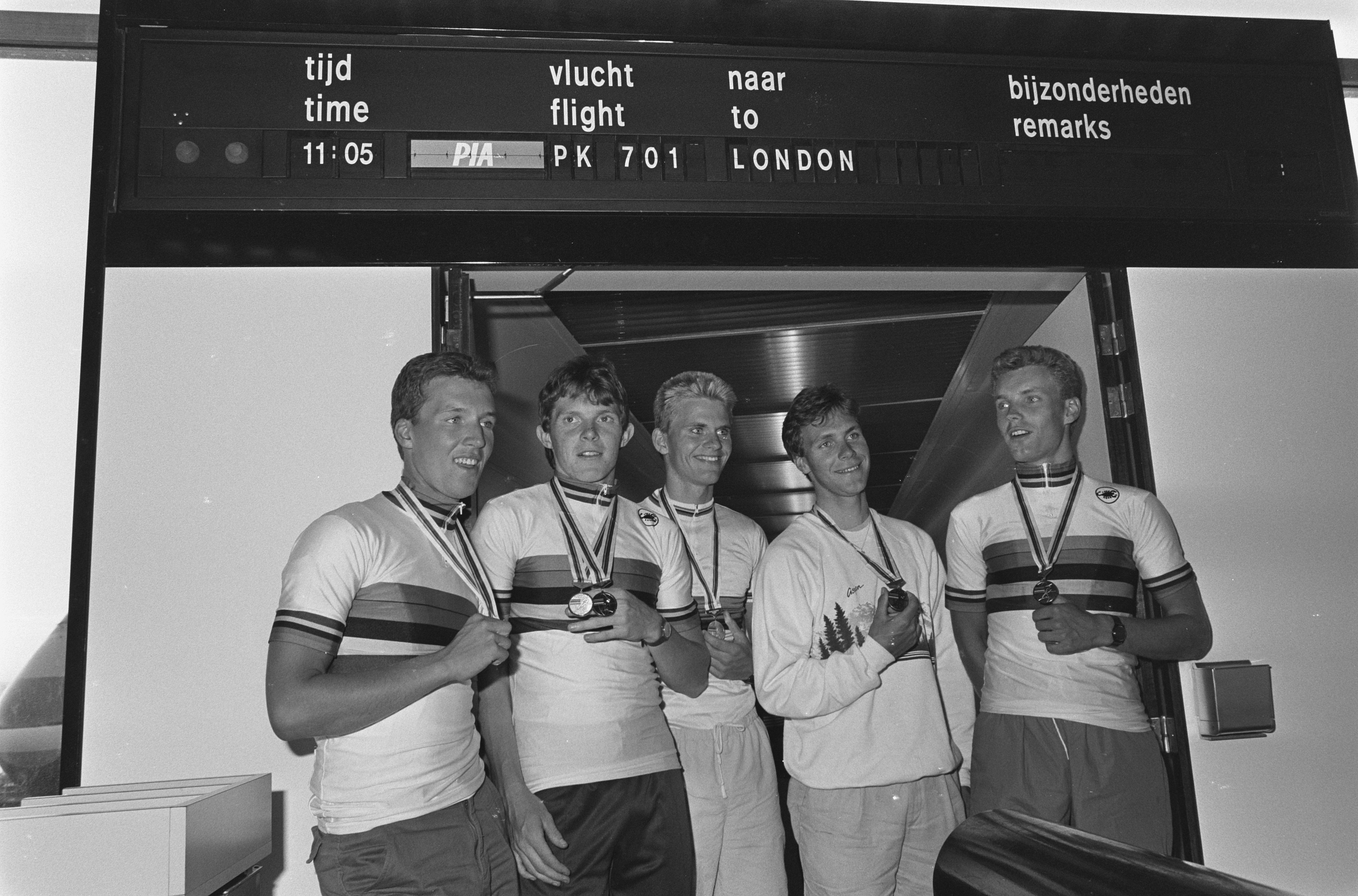
Von links nach rechts:Tom Cordes, John Talen, Gerrit de Vries, Arjan Jagt und Rob Harmeling

Tom (Thomas Matthijs Adrianus) Cordes (* 30. Mai 1966 in Amsterdam) ist ein ehemaliger niederländischer Radrennfahrer und Weltmeister im Radsport.

## Sportliche Laufbahn
Zunächst spielte Cordes bis zu seinem 14. Lebensjahr Fußball bei Ajax Amsterdam, dann wechselte er zum Radsport und gewann gleich sein erstes Rennen als Anfänger. Cordes wurde 1984 Junioren-Weltmeister im Straßenrennen und gewann im Mannschaftszeitfahren mit dem niederländischen Team Bronze.
Als Amateur konnte Cordes 1985 er eine Etappe der Polen-Rundfahrt für sich entscheiden. Ein Jahr später gewann er mit dem niederländischen Nationalteam mit Rob Harmeling, Gerrit De Vries und John Talen bei den UCI-Straßen-Weltmeisterschaften 1986 das Mannschaftszeitfahren und wurde auch nationaler Meister in der Einerverfolgung. 1987 wurde er Dritter der nationalen Meisterschaft im Straßenrennen. 1988 konnte er in Luxemburg den Grand-Prix François Faber gewinnen und war bei den Olympischen Sommerspielen in Seoul am Start, wobei er als 42. im olympischen Straßenrennen und mit seiner Mannschaft als 11. klassiert wurde. Im Mai fuhr er zum zweiten Mal die Internationale Friedensfahrt, schied jedoch nach einem Sturz aus (1987 war er 18. der Gesamtwertung).
Nach den Olympischen Spielen wurde er Berufsfahrer in einem kleineren niederländischen Team, fuhr später aber in bekannten Mannschaften wie Buckler, WordPerfect oder PDM, zeitweilig auch in spanischen Teams. 1990 gewann er die Volta a la Comunitat Valenciana und die Vuelta a Murcia, sowie gemeinsam mit Rolf Gölz die Trofeo Baracchi. Bei der Vuelta a España 1992 konnte er die 16. Etappe gewinnen. Fünfmal war er bei der Vuelta a España am Start, sein bestes Gesamtergebnis war der 12. Platz 1991. Beim Giro d’Italia 1996 schied er aus. Cordes bestes Ergebnis bei den Klassikern war der 23. Platz bei Paris–Roubaix 1991. Die Tour de France fuhr er 1993 und wurde dabei als 118. klassiert.
Ab 1997 startete er wieder als Amateur. Mehrfach gewann er Etappen der heimischen Olympia’s Tour.  2001 gewann er die Fernfahrt von Groningen nach Münster.